# كينيث أكيتشوكو
كينيث أكوكشيكو، هو لاعب كرة القدم المصري الذي يلعب كلاعب مهاجم أو مهاجم ثاني. كان يلعب سابقا في نادي الاهسماعيلي يلعب حاليا لنادي الشرقية.